# Nicobar

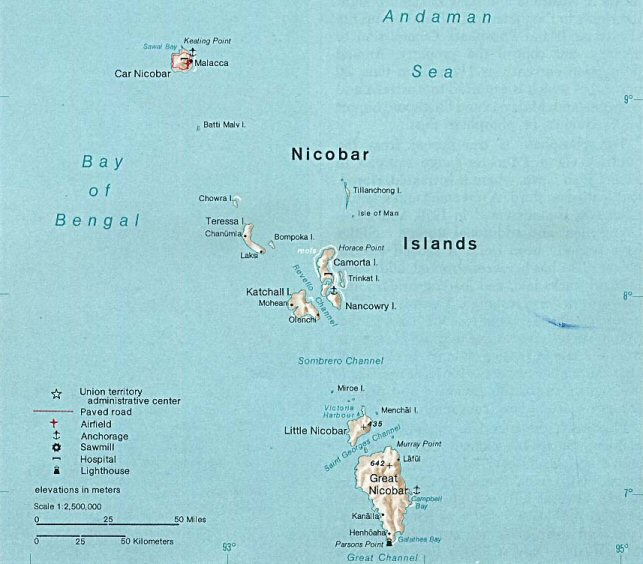
Mapa

Les illes Nicobar són unes illes del sud-est de l'Índia, al golf de Bengala, a l'oceà Índic, part actualment del territori d'Andaman i Nicobar. Està format per dinou illes (i 3 illots) la més gran de les quals es Gran Nicobar. La seva superfície és de 1.953 km² i la màxima llargada és de 310 km i amplada de 57,96 km. La punta sud, abans Pigmalion Point, és actualment la Indira Point. El seu nom àrab és Lankabalus o Landjabalus.

## Història
El seu nom àrab podria derivar de la forma xinesa Lang-p'o-lu-seu que designava a les terres a l'oest de Sumatra. Minorsky dona com a origen la paraula Lanka + Balus o Baros a la costa sud-oest de Sumatra. Però la més probables és Nankavar o Nakavvar, que vol dir els despullats, perquè així anaven els habitants de les illes. Marco Polo les anomena Necuvaran. Oderic de Pordenone (1316-1330) en els seus viatges les anomena Nicovaran.
El 2 de desembre de 1755 els danesos hi van establir una colònia dependent de Tranquebar al Coromandel i la van batejar Nova Dinamarca l'1 de gener de 1756; les illes foren batejades com illes de Frederik o Frederik Øerne. La colònia fou abandonada el 14 d'abril de 1759, però els danesos van retornar el 19 d'agost de 1768. L'1 de juny de 1778 les illes foren ocupades pels austríacs i annexionades oficialment el 12 de juliol de 1778 rebent el nom d'illes Theresia. Poc després de la mort del resident governador Gottfried Stahl el 1783, els austríacs van abandonar les illes (1784) i els danesos que hi havien retornat (1783) van assolir el control complet (1784) però també les van abandonar el 1787. Van restar abandonades fins al 1805 (excepte una breu presència el 1791), quan els britànics van agafar el control en nom dels danesos (als quals havien destruït la flota el 1801) i el 1807, després d'ocupar Copenhaguen van ocupar també formalment les illes i les van administrar militarment. Acabada la guerra el 1814 els britànics les van abandonar i els danesos van tardar a recocupar-les fins al 31 de juliol de 1831 (la sobirania no estava aleshores en disputa) i encara que llavors van restaurar la colònia, al cap de tres anys, el 13 de juny de 1834, la van abandonar; el 4 de gener de 1845 Steen Andersen Bille va prendre possessió de les illes per Dinamarca, i el 5 de maig de 1845 aquest estat les va reclamar com a pròpies sent annexionades formalment el 25 de febrer de 1846. La colònia no va prosperar i el 1848 el governador danès abandonava les illes. Just deu anys després, el 22 de gener de 1858, els britànics s'establien a Port Blair a Andaman (ja havien governat Port Cornwallis del 1789 al 1796 com a dependència del govern de l'Índia) que passava a ser una dependència de l'Índia Britànica com a colònia penal (part de la Birmània britànica del 1864 al 1868) després de la repressió del motí amb gran quantitat de presoners de guerra. El 16 d'octubre de 1868 els danesos van vendre formalment els seus drets a les illes a la Gran Bretanya.
El 1869 les illes foren declarades oficialment possessió britànica i incloses a l'Imperi de l'Índia; el 1870 es va establir la factoria de Kamorta que fou tancada el 1888. Foren ocupades pel Japó del 1942 al 1945 i el desembre del 1943 es va constituir un govern regional supeditat a la direcció de l'Índia Lliure; les illes Nicobar foren rebatejades Sawaraj (i les Andaman Shaheed). Reconquerides pels britànics l'octubre de 1945, el 1947 van quedar en mans de l'Índia independent i van acabar formant part del territori d'Andaman i Nicobar (1950), territori de la Unió el 1956, quan una llei en va prohibir l'entrada a estrangers, per a la protecció de les tribus natives, però a finals dels anys seixanta s'hi van establir poblacions de fora, incloent tàmils.
L'1 d'agost de 1974 les Nicobar es van constituir en districte separat. El 26 de desembre del 2004 foren afectades pel gran tsunami de l'Índic que va causar uns 3.400 morts, 10.000 famílies foren afectades i 16.000 cases destruïdes o damnades; les infraestructures portuàries van patir severament i l'economia agrícola de les illes quasi destruïda. L'illa de Trinket fou afectada en un 42% i en proporcions menors les altres; 20.000 persones foren temporalment evacuades a Port Blair (Andaman) o al continent; la base de la Força Aèria a Car Nicobar (que va tenir 116 baixes), i la policia local, van ser decisiva per l'ajut inicial i després pel restabliment de les condicions de vida prèvies; diverses ONG van participar també activament. Proporcionalment fou un gran desastre, probablement major que arreu, però degut al sistema de vida local en què cada família es considera un tuhet (un tot) el seu patiment no va tenir ressò. Amb l'ajut del govern, els cultius i la pesca (la majoria dels pescadors van morir) han pogut ser restaurats.

## Administració
Des de l'1 d'agost de 1974 les Nicobar es van constituir en districte dins d'Andaman i Nicobar.
La ciutat principal de Gran Nicobar és Campbell Bay. El districte està format per dos subdivisions: Car Nicobar i Nancowry (aquesta darrera amb jurisdicció sobre totes les illes excepte Car Nicobar) però a efectes pràctics estan dividides en tres cercles: Car Nicobar (seu a Mus), Kamorta, Katchal, Nancowry, Trinket, Chowra, Teressa i Bompooka (seu a Kamorta a l'illa de Kamorta) i Great Nicobar, Little Nicobar, Kondul, i Pilobhabhi (seu a Campbell Bay a l'illa de Great Nicobar). A més a més cada llogaret dins l'àrea de les tribus, té un consell tribal dirigit per un capità i dos capitans auxiliars elegits tots per votació per quatre anys, i cada grup d'illes té un consell tribal format pels capitans de cada llogaret de la jurisdicció (que designa als capitans auxiliars); els actual set consells tribals insulars són: Car Nicobar, Katchal, Nancowry, Kamorta, Teressa, Chowra i Pilobhabi.

## Llengües
Es parlen sis dialectes (Car Nicobar un, Chowra, un altre, Teressa i Bompoka un tercer, les illes del centre amb Kamorta, Nancowry, Trinket i Katchal un quart, Little Nicobar i Great Nicobar i lles adjacents, el cinquè, i els shompens a l'interior del Gran Nicobar, un sisè llenguatge, totalment diferent. El 98% de la població són cristians protestants i el 2% musulmans procedents de les Maldives i Gujarat. El shompens són animistes. L'església més antiga és a Mus (església de Sant Tomàs) a l'illa de Car Nicobar.

## Economia

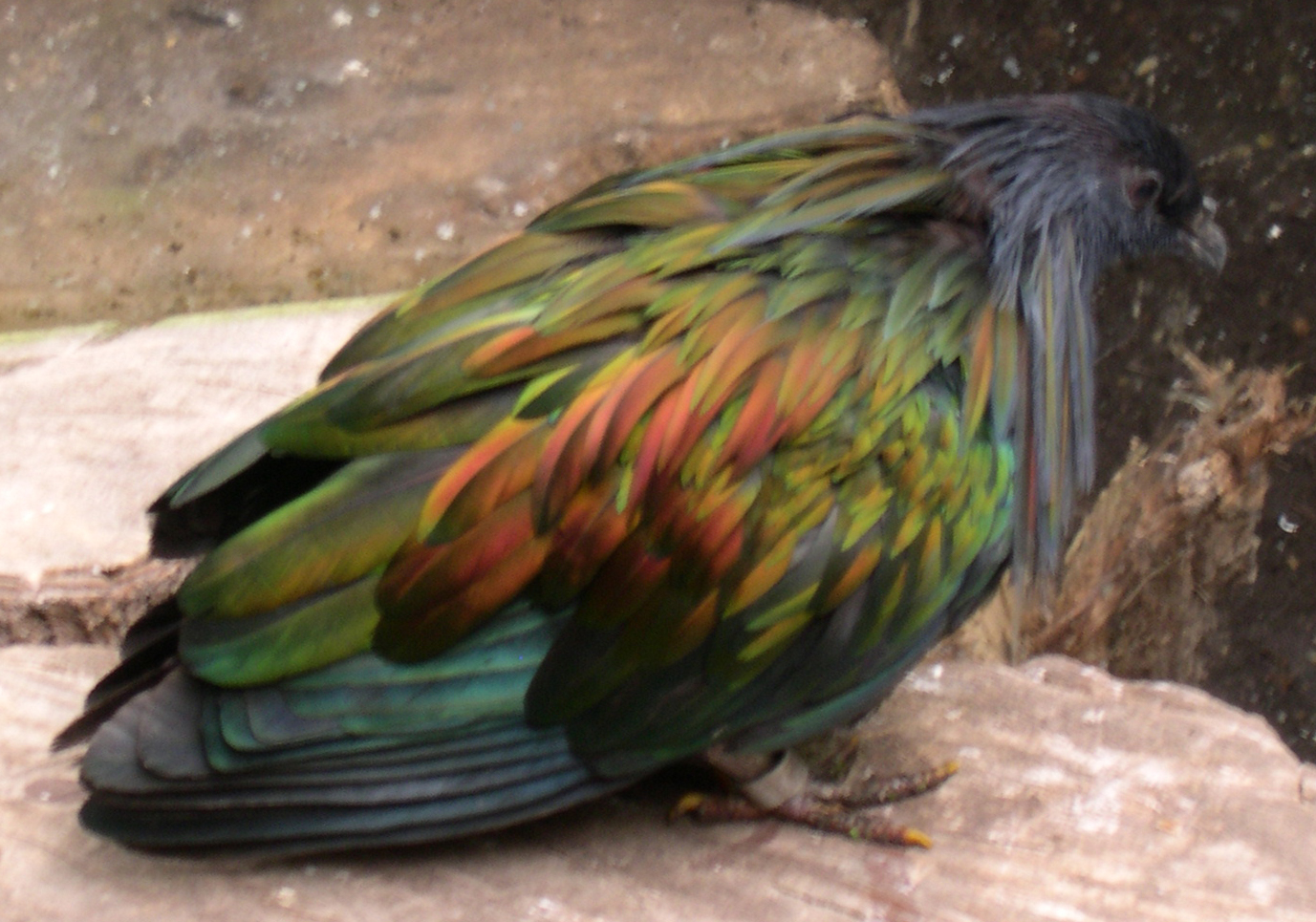
El colom de Nicobar, propi només de les illes i algunes zones d'Indonèsia

L'economia és purament agrícola, basada en el coco i els plàtans. El Ministeri de Medi Ambient i Boscos ha establert la major part de Gran Nicobar com reserva de biosfera (885 km²). Hi ha dos parcs nacionals; Campbell Bay National Park i Galathea National Park. Tres illes són santuari de la vida salvatge (Battimilav Island Sanctuary, Magapode Island Sanctuary, i Tilanchong Island Sanctuary). Gaudeix d'especial protecció el colom de Nicobar, una espècie característica de les illes.

## Població
Els habitants parlen una llengua mon-khmer, i els seus costums són diferents a les d'Andaman. La seva pell és blanca i es caracteritzen per l'hospitalitat i el comerç de l'ambre gris i la nou de coco a canvi de ferro. S'alimenten de nou de coco, peix, plàtans i altres fruites tropicals.
La seva població el 1961 era de 14.500 habitants i el 2001 de 42.068 habitants. Hi ha dues tribus, els nicobarins (d'origen mongol) i els shompen, els primers majoritaris (uns 27.000) i que viuen a totes les illes; els segons són nòmades i viuen només a Gran Nicobar.
Actualment les illes (12 habitades, 7 deshabitades i 3 illots) tenen les següents dades (entre parèntesis el nom nadiu, la població és segons el cens del 2001):
- Car Nicobar (Pu), 126.9 km², 20.292 habitants
- Chowra (Sanenyo), 8.2 km², 1.385 habitants
- Teressa (Luroo), 101.4 km², 2.026 habitants
- Bompuka (Poahat), 13.3 km², 55 habitants
- Katchal (Tihayu), 174.4 km², 5.312 habitants
- Kamorta (Kamorta), 188.2 km², 3.412 habitants
- Nancowry (Mout), 66.9 km², 927 habitants
- Trinket (Laful), 86.3 km², 432 habitants
- Little Nicobar (Long), 159.1 km², 348 habitants
- Pulomilo, 1.3 km², 150 habitants
- Kondul (Tamengshe), 4.6 km², 150 habitants
- Great Nicobar (Tokieong Long), 1045.1 km², 7.566 habitants
- Battimaly (Kuono), 2.01 km²
- Tillangchong (La-uk), 16.84 km²
- Meroe (Meroe), 0.52 km²
- Teris (Tean), 0.26 km²
- Menchal (Menchal), 1.30 km²
- Tark (Fuya), 0.26 km²
- Cubra (Konwana), 0.52 km².
- Isle of Man
- Megapod
- Pigeon

## Governadors

### Governadors danesos
- 1755 - 1756 Tang
- 1756 Tanner (interí)
- 1756 Tycho Volquard (+ al càrrec)
- 1756 Müller
- 1756 - 1757 C.F. Lund (interí)
- 1757 Jens Twed (18 dies)
- 1757 - 1759 C.F. Lund (segona vegada, interí)
- 1759 - 1768 Abandonades
- 1768 - 17? Gottlieb Volker
- 17? - 17? Armedinger
- 17? - 1778 Joseph Blaschke

### Governadors austríacs
- 1778 Bennet (comandant austríac)
- 1778 - 1783 Gottfried Stahl

### Governadors danesos
- 1783 - 1787 John Gottfried Haensel
- 1787 - 1791 Abandonades
- 1791 Henning Munck Engelhart
- 1791 - 1805 Abandonades
- 1805 - 1807 No conegut
- 1807 - 1814 Administració militar britànica
- 1814 - 1831 Abandonades?
- 1831 - Lauritz Christensen
- 1831 - 1834 David Rosen
- 1834 - 1845 Abandonades
- 1845 - 1846 Steen Andersen Bille
- 1846 - 1848 Richard Aschlund
- 1848 - 1868 Abandonades

## Nota
1. ↑  el portolà català de 1375 les assenyala com illes dels Despullats o Insulae Nudorum